# Agrostis steenisii
Agrostis steenisii é uma espécie de gramínea do gênero Agrostis, pertencente à família Poaceae.